# Fusell Martini-Henry
Els Martini-Henry van ser una sèrie de fusells britànics produïts entre 1871 i 1889. Concebuts per reemplaçar als antics Enfield model 1853 i Snider (1866) els Martini-Henry permetien una retrocàrrega més ràpida mitjançant un mecanisme d'acció de palanca amb el qual s'expulsava la beina metàl·lica d'un cartutx disparat just abans de recarregar el següent.
Els quatre models de Martini-Henry van ser el Mark I (de juny de 1871), el Mark II (1875), el Mark III (1879) i el Mark IV (1888). La producció del Mark IV, va ser aturada el 1889 però va romandre en servei a l'exèrcit britànic fins a la Primera Guerra Mundial.
El 1877, a més, aquesta família de fusells va ser eixamplada amb tres variants de carabines: carrabina de guarnició d'artilleria (Garrison Artillery Carbine), carrabina d'artilleria (Artillery Carbine), derivada dels models Mark I, Mark II i Mark III) i versions més petites que servien com a fusells d'entrenament per cadets militars.

## Martini-Henry Mark I
Des del 1871 el Martini-Henry Mark II va substituir el Snider com fusell reglamentari de l'Exèrcit de l'Imperi Britànic. És un fusell monotirs de retrocàrrega i forrellat llevadís, amb un mecanisme simple que s'activa baixant una palanca situada darrere del guardamà, cosa que fa baixar el forrellat i permetre inserir el cartutx en la recambra sobre la part superior del forrellat. El cartutx era del tipus Boxer de 0,45 polzades amb una bala de plom endurida de 480 grans (1 gra = 0,058 gram) però sense embolcall metàl·lic, que provocava ferides característiques (petits forats d'entrada amb grans forats de sortida). L'ànima tenia set estries i la bala sortia amb una velocitat inicial de 410 metres per segon. El seu abast màxim era 910 metres, però el seu abast eficaç era la meitat, i era particularment mortífer fins a 320 metres.
Comptava amb diversos defectes. Després de trets seguits, el canó arribava a escalfar-se i s'estrenyia, el que incrementava el ja de per si pronunciat retrocés. L'ungla de l'extractor podia trencar el casquet de bronze estovat del cartutx, i provocar que l'arma es bloquegi, i com el guardamans no envoltava completament el canó sobreescalfat, això podia causar cremades en els dits de la mà esquerra. El problema solia ser solucionat en cosir cuir al voltant del guardamans).